# جانگی‌قلعه
جانگی‌قلعه (قزاقی: Жаңақала, جاڭاقالا) یک شهرک در قزاقستان است که در استان قزاقستان غربی واقع شده‌است. این شهرک ۷۲۰۲ نفر جمعیت دارد.